# Аристарх (кратер)
Ариста́рх (лат. Aristarchus) — ударний кратер на Місяці. Розташований на північному заході видимого боку Місяця. Він є найяскравішим великим утворенням на поверхні Місяця, з альбедо майже вдвічі більшим, аніж в більшості утворень на Місяці. Він досить яскравий і його можна побачити неозброєним оком і особливо він помітний при спостереженні Місяця через великий телескоп. Назву присвоєно італійським астрономом Джованні Баттіста Річчолі на честь давньогрецького астронома Аристарха Самоського (310—230 до н. е.) і затверджено Міжнародним астрономічним союзом в 1935 р. Виникнення кратера відноситься до коперниковського періоду.
Селенографічні координати центру кратера 23°44′ пн. ш. 47°29′ зх. д. / 23.73° пн. ш. 47.49° зх. д., діаметр 40 км, глибина 3,15 км. Найближчими сусідами кратера є Геродот на південному заході і залишки кратера Принц на північному сході, далі на північному сході лежать гори Харбінгер. На північний захід від кратера лежить долина Шретера, на півночі — борозни, названі по імені кратера.

## Опис
Кратер Аристарх розташований на скелястій височині, що має назву Плато Аристарха і в свою чергу розташоване в середині Океана Бур, найбільшого місячного моря. Плато являє собою піднятий район діаметром близько 120 км з піднесенням над рівнем океану приблизно 2000 м, багатий структурами вулканічного походження, в тому числі борознами.
Яскравість кратера пояснюється його молодим віком — йому приблизно 450 млн років, внаслідок чого породи, викинуті при падінні метеорита, не встигли потемніти під впливом сонячного вітру в процесі космічного вивітрювання. Внутрішня частина кратера має яскравість 9½ ° за таблицею яскравостей Шретера, центральний пік — 10°. Удар відбувся після утворення променевого кратера Коперника, але до появи кратера Тихо.
В центрі кратера розташований горбок. Дно кратера здається рівним, однак фотографії з орбітальних апаратів «Лунар орбітер» показують, що поверхня покрита багатьма невеликими пагорбами, смугастими виїмками і деякими невеличкими тріщинами. Зовнішня стінка терасоподібна, багатокутної форми і покрита яскравим покривалом викидів. Вони розташовані у вигляді яскравих променів на південь і південний схід, що дозволяє припускати, що Аристарх був, скоріш за все, утворений навскісним ударом з північного сходу, а до їхнього складу входять як з плато Аристарх, так й з місячного моря.
На противагу кратеру Аристарх плато Аристарх має досить низьке альбедо у видимій частині спектра. Матеріал має аномально сильне ультрафіолетове (УФ) поглинання, що було помічено в 1911 році фізиком Робертом Вудом при зйомці Місяця в ультрафіолетовому спектрі. Нині вважається, що аналогом порід плато Аристарх є помаранчевий ґрунт (колір ґрунту надають помаранчеві сферичні частинки діаметром близько 0,2 мм зі склоподібного вулканічного матеріалу), виявлений Харрісоном Шміттом і Юджином Сернаном (Аполлон-17) при висадці на Місяць в районі кратера Шорті в долині Таурус-Літтров.

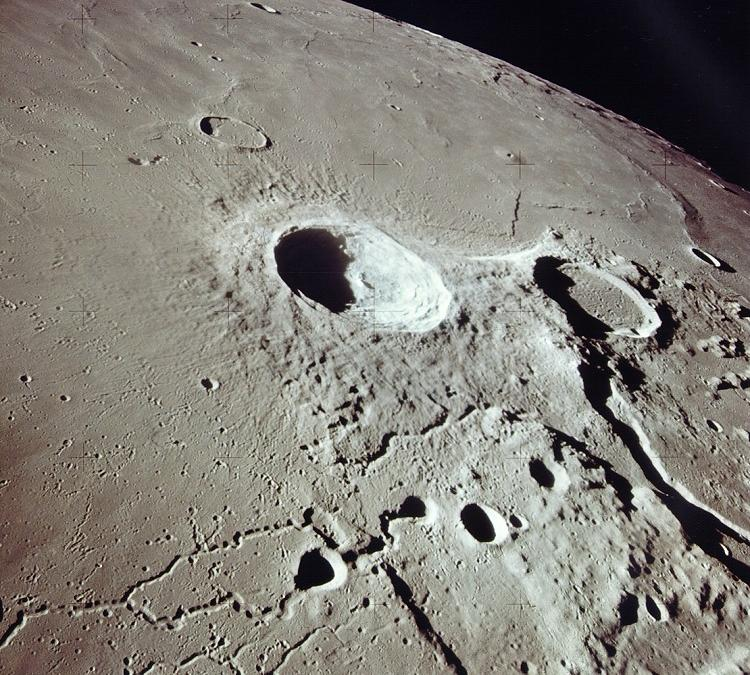
Аристарх (в центрі) і Геродот (справа). Фото з Apollo 15
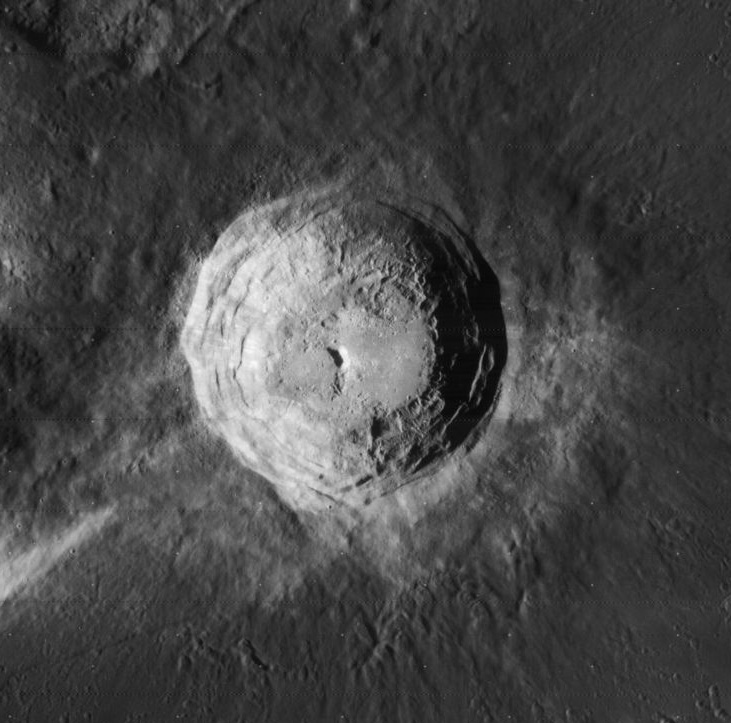
Аристарх
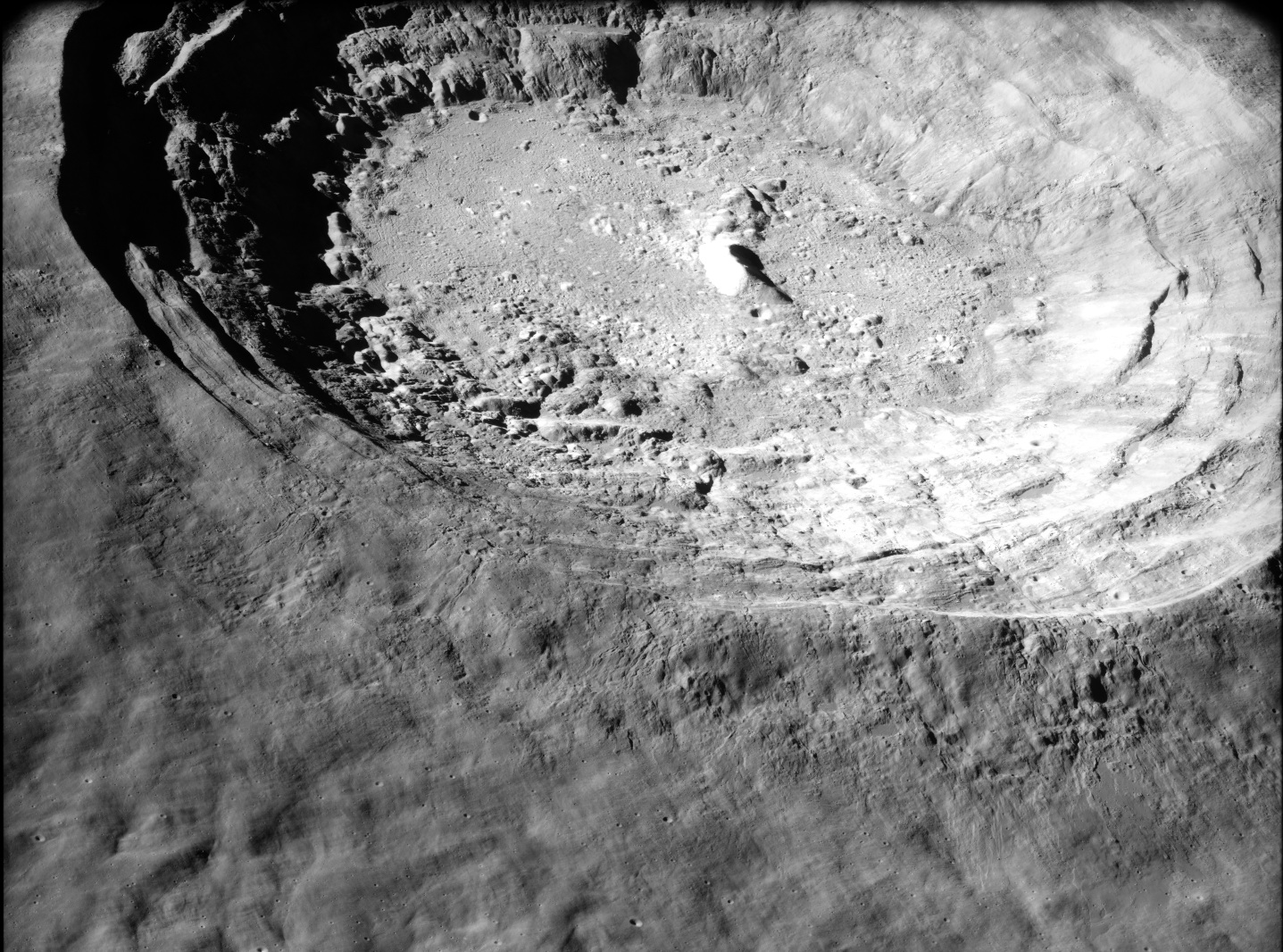
Фото під кутом зблизька з Аполлон-15. Фото НАСА.
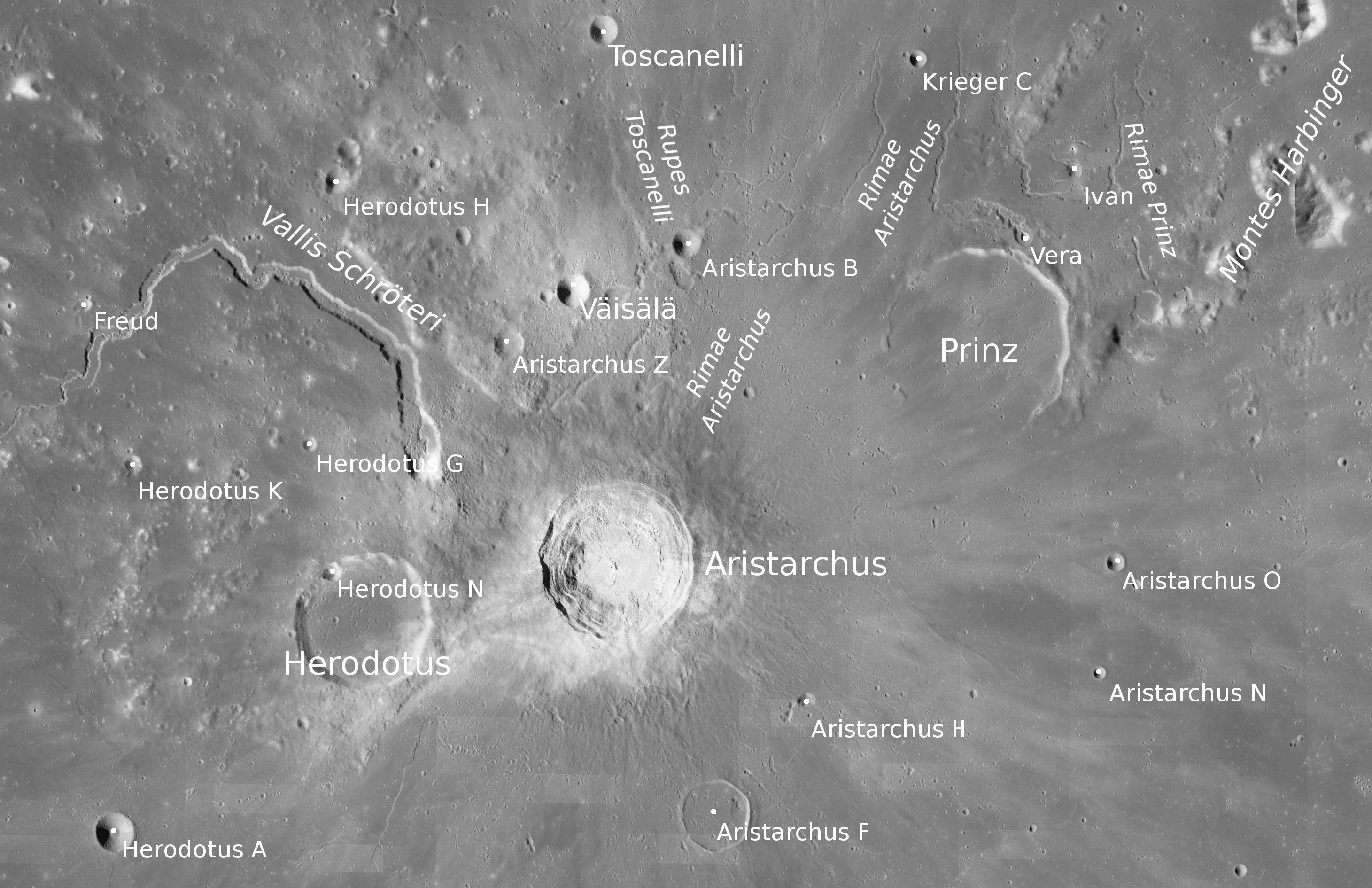

## Сателітні кратери
Це дрібні кратери в околицях кратера Аристарх, які позначають на місячних картах буквою, розміщеною посередині сторони кратера, яка найближча до кратера Аристарх.
| Аристарх | Широта   | Довгота  | Діаметр |
| -------- | -------- | -------- | ------- |
| B        | 26,28° N | 46,85° W | 6,95 км |
| D        | 23,73° N | 42,88° W | 4,65 км |
| F        | 21,67° N | 46,57° W | 17,6 км |
| H        | 22,61° N | 45,74° W | 4,43 км |
| N        | 22,83° N | 43,03° W | 3,14 км |
| S        | 19,29° N | 46,28° W | 3,8 км  |
| T        | 19,67° N | 46,5° W  | 3,33 км |
| U        | 19,73° N | 48,64° W | 3,45 км |
| Z        | 25,49° N | 48,49° W | 7,74 км |

## Інтернет-ресурси
- 4k-відео зі зйомками кратера Аристарх космічним аппаратом LRO

 Вікісховище має мультимедійні дані за темою: Аристарх (кратер)